# Екстремальні системи керування
Екстремальні системи керування — системи автоматичного керування, що забезпечують підтримку найбільшого або найменшого значення заданого значення параметра на виході об'єкта керування у випадку, якщо цей екстремум зміщується з бігом часу.
Екстремальні системи керування — різновид адаптивних систем.
Розрізняють:
- Екстремальні системи керування крокового типу
- Екстремальні системи керування з вимірюванням похідної
- Екстремальні системи керування із запам'ятовуванням екстремуму
- Екстремальні системи керування із модулюючим пошуковим впливом